# 姚合
姚合（781年—？），陝州硤石縣人，中唐詩人。

## 生平
唐德宗建中二年（781年）出生。宰相姚崇之曾侄孫。其父姚閈，官相州臨河縣令，卒於任守。妹姚品嫁李氏，留有墓誌。早年姚合曾隐居嵩山。元和十一年（816年）進士，授武功主簿。长庆三年（823年），京兆尹韓愈奏荐姚合為萬年尉。後官富平縣尉。寶曆元年（825年），因病辭官，在長安閒居。寶曆二年（826年）以蔭授監察御史、大和二年（828年），入京為殿中侍御史，充右巡使。大和六年（832年）秋，由戶部員外郎出京為金州刺史，大和八年（834年）十二月，改杭州刺史，與裴宏泰有詩相贈。开成四年（839年），由給事中出为陕虢观察使。武宗會昌（841-846）中，官至秘书少监。晚年寓居長安，會昌六年（846年）仍健在。卒赠礼部尚书。
姚合詩以五律见长，在武功時作《武功县中作》三十首，备受推崇，世稱“姚武功”。與贾岛齊名，称为“姚贾”，胡震亨《唐音癸籤》：“姚合诗洗濯既净，挺拔欲高。得趣于浪仙之僻，而运以爽亮；取材于籍、建之浅，而媚以蒨芬。殆兼同时数子，巧撮其长者。但体似尖小，昧亦微醨，故品局中驷耳。”《全唐诗》錄有七卷。五代时，韦縠选《才凋集》，采姚合诗七首。
娶范陽盧氏的盧綺，生有三女一男；男即為姚潛。